# Kesämäki
Kesämäki est le quartier numéro 12 et une zone statistique de Lappeenranta en Finlande.

## Présentation
Le quartier est à l'ouest du centre ville, entre l'aéroport de Lappeenranta et la valtatie 6. Il accueille l'école russo-finlandaise de Finlande orientale (fi) et la Chapelle de Ristikangas (fi),.